# Branoux-les-Taillades
 Branoux-les-Taillades  es una población y comuna francesa, situada en la región de Languedoc-Rosellón, departamento de Gard, en el distrito de Alès y cantón de La Grand-Combe.

## Demografía
| 2061 | 1697 | 1424 | 1404 | 1338 | 1274 |
| Para los censos de 1962 a 1999 la población legal corresponde a la población sin duplicidades (Fuente: INSEE [Consultar]) |      |      |      |      |      |